# Basil Poledouris
Basil Poledouris (geboren als Basilis Konstantine Poledouris * 21. August 1945 in Kansas City, Missouri; † 8. November 2006 in Los Angeles, Kalifornien) war ein US-amerikanischer Filmkomponist mit griechischen Wurzeln.

## Leben
Im Alter von sieben Jahren begann Basil Poledouris Klavierunterricht zu nehmen, womit der Grundstein für seine spätere Karriere gelegt wurde. Nach seinem Schulabschluss studierte er – im selben Jahrgang wie George Lucas – an der Universität von Südkalifornien (University of Southern California) unter anderem Kinematographie und Musik. In seiner Zeit an der Universität knüpfte er Kontakte zu den Regisseuren John Milius und Randal Kleiser, mit denen er später zusammenarbeitete.
Mit seiner Frau Bobbie hatte er zwei Kinder, Zoë und Alexis. Obwohl Poledouris berufsbedingt oft auf Reisen war, blieb sein Hauptwohnsitz seine Geburtsstadt Kansas City. Die letzten vier Jahre seines Lebens verbrachte er auf Vashon Island in der Nähe von Seattle.
Am 8. November 2006 erlag er einem Krebsleiden.

## Werk
Seine erste Filmmusik schrieb er bereits 1973 zum Film „Extreme Close-Up“. Obwohl er für seine Filmmusiken der Filme Tag der Entscheidung (Regie: John Milius, 1978) und Die blaue Lagune (Regie: Randal Kleiser, 1980) bereits kleinere Auszeichnungen erhielt, gelang sein Durchbruch erst mit der Verfilmung von Conan der Barbar (ebenfalls von John Milius, 1982): Die Titelsequenz „Anvil of Crom“ enthielt zum ersten Mal die für Poledouris später typischen Choräle und Hornpassagen.
1985 kam es zur ersten Zusammenarbeit mit Paul Verhoeven, für dessen ersten englischsprachigen Film Flesh and Blood Poledouris die Musik schrieb. 1987 entstand die Musik zu Robocop, die zweite Zusammenarbeit mit Verhoeven. Auch später noch sollte Poledouris mit Verhoeven weiter zusammenarbeiten, da dieser „von seiner Dramatik beeindruckt war“, so Verhoeven Mitte der 1990er Jahre.
Durch seine steigende Bekanntheit war es Poledouris möglich, in Zusammenarbeit mit dem Drehbuchautor Larry McMurtry die Filmmusik für den über fünfstündigen Western Lonesome Dove zu schreiben, für den er 1990 einen Emmy bekam. Bis zu diesem Zeitpunkt hatte er bereits Filmmusiken für über 18 Filme geschrieben. Noch im selben Jahr schrieb Poledouris in Kooperation mit dem Regisseur John McTiernan die Musik zum Film Jagd auf Roter Oktober. Die Titelmelodie mit dem Titel „Hymn To Red October“ spielt auf die Oktoberrevolution in Russland an. Sie lehnt sich stilistisch an die Nationalhymne der Sowjetunion an.
Bis 1995 schrieb er die Musiken für Free Willy – Ruf der Freiheit (1993) und Free Willy 2 – Freiheit in Gefahr (1995), für Hot Shots! Der zweite Versuch (ebenfalls 1993) und für sonst eher unbekannte US-amerikanische Produktionen. 1996 wurde Poledouris die Ehre zuteil, Musik für die Eröffnung der Olympischen Spiele in Atlanta zu schreiben: „The Tradition of the Games“ ist der Titel.
1997 setzte er seine Arbeit mit Paul Verhoeven fort und komponierte die Filmmusik zu Starship Troopers. Diese wurde mit einem 96-köpfigen Orchester eingespielt. Im selben Jahr schrieb er auch das Titelthema zu Breakdown mit Kurt Russell. Auch seine Musik zu Les Misérables (Regie: Bille August, 1998) wurde ausgezeichnet; 1999 komponierte er die Musik zu Mickey Blue Eyes. Außerdem komponierte er die Musik für zwei IMAX-Filme.

## Stil
Durch seine frühe musikalische Ausbildung am Klavier wurde Poledouris' Stil vor allem von Prokofjew beeinflusst. Dies steht im Kontrast zu den klassischen Komponisten wie Mozart oder Haydn, die er später an der Universität studierte. Diese Kontraste spiegeln sich auch in seiner Musik wider: Obwohl Poledouris oft sehr emotionale und „pompöse“ Werke entwarf, die auch mit einem entsprechenden Orchester eingespielt wurden (z. B. die Titelmusik zu Jagd auf Roter Oktober), finden sich vereinzelt auch sehr dezente Stücke, so zum Beispiel die relativ ruhige Musik zu Randal Kleisers It's my Party (1996), welche für nur ein einzelnes Klavier geschrieben wurde.

## Filmografie (Auswahl)
- 1977: Tintorera – Meeresungeheuer greifen an (¡Tintorera!)
- 1978: Tag der Entscheidung (Big Wednesday)
- 1980: Die blaue Lagune (The Blue Lagoon)
- 1982: Conan der Barbar (Conan the Barbarian)
- 1982: Summer Lovers
- 1983: Flyers (IMAX-Kurzfilm)
- 1983: Behold Hawaii (IMAX-Dokumentation)
- 1984: The House of God
- 1984: Zoff in der Hoover-Academy (Making the Grade)
- 1984: Protocol – Alles tanzt nach meiner Pfeife (Protocol)
- 1984: Die rote Flut (Red Dawn)
- 1984: Conan der Zerstörer (Conan the Destroyer)
- 1985: Flesh and Blood (Flesh + Blood)
- 1985: Die Spezialisten unterwegs (Misfits of Science)
- 1986: Der stählerne Adler (Iron Eagle)
- 1987: Robocop
- 1987: Niemandsland (No Man’s Land)
- 1987: Amerika
- 1987: Cherry 2000
- 1988: Spellbinder – Ein teuflischer Plan (Spellbinder)
- 1988: Sein letzter Kampf (Last Fight)
- 1989: Farewell to the King
- 1990: Jagd auf Roter Oktober (The Hunt for Red October)
- 1990: Quigley der Australier (Quigley down under)
- 1990: Der Ruf des Adlers (auch: Weg in die Wildnis) (Lonesome Dove, Fernsehmehrteiler)
- 1991: Harley Davidson & The Marlboro Man
- 1991: Rückkehr zur blauen Lagune (Return to the Blue Lagoon)
- 1991: Flug durch die Hölle (Flight of the Intruder)
- 1991: Wolfsblut (White Fang)
- 1992: Wind
- 1993: Free Willy – Ruf der Freiheit (Free Willy)
- 1993: Hot Shots! Der zweite Versuch (Hot Shots! Part Deux)
- 1993: RoboCop 3
- 1994: Das Dschungelbuch (The Jungle Book)
- 1994: Lassie
- 1994: Serial Mom – Warum läßt Mama das Morden nicht? (Serial Mom)
- 1994: Auf brennendem Eis (On Deadly Ground)
- 1995: Alarmstufe: Rot 2 (Under Siege 2: Dark Territory)
- 1995: Free Willy 2 – Freiheit in Gefahr (Free Willy 2: The Adventure Home)
- 1995: Zoya (Fernsehfilm)
- 1996: The War At Home
- 1996: Amanda
- 1996: Das große Basketball-Kidnapping (Celtic Pride)
- 1996: It’s My Party
- 1997: Starship Troopers
- 1997: Breakdown
- 1997: Switchback – Gnadenlose Flucht (Switchback)
- 1998: Les Misérables
- 1999: Mickey Blue Eyes
- 1999: Aus Liebe zum Spiel (For Love of the Game)
- 1999: Kimberly
- 2000: Cecil B. DeMented
- 2000: Women Love Women (If These Walls Could Talk 2)
- 2001: Crocodile Dundee in Los Angeles
- 2002: The Touch
- 2003: Die Legende von Butch und Sundance (The Legend of Butch and Sundance, Fernsehfilm)

## Weitere Werke
- 1996: Musik zur Eröffnungszeremonie der Olympischen Spiele
- „Conan Sword & Sorcery Spectacular“, Musik zur Bühnenvorführung in den Universal Studios
- Musik zu „American Journeys“ in Disneyland
- Musik zu einem The Legend of Zelda: Ocarina of Time-Trailer, die beim ersten Trailer des Spieles The Legend of Zelda: Twilight Princess wiederverwendet wurde

## Trivia
Basil Poledouris trat in einigen Raumschiff-Enterprise-Episoden als Statist auf, z. B. in Folge 21 der dritten Staffel: Schablonen der Gewalt (1968).